# Dikko Henderson
Dikko Henderson é uma personagem fictícia do filme Com 007 Só Se Vive Duas Vezes (1967), quinto da franquia cinematográfica de James Bond, estrelado por Sean Connery e criado por Ian Fleming. Foi vivido nas telas pelo ator britânico Charles Gray, que quatro anos depois interpretaria o supervilão e inimigo mortal de Bond, Ernst Stavro Blofeld em 007 Os Diamantes São Eternos. Isto faz de Gray um dos dois únicos a terem a terem vivido vilões e aliados de 007 em filmes diferentes da série. O outro foi o norte-americano Joe Don Baker, o vilão Brad Whitaker em 007 Marcado para a Morte (1987) e o agente da CIA e aliado Jack Wade em 007 contra Goldeneye (1995) e 007 O Amanhã Nunca Morre (1997).

## Características
Personagem divertido, injeta entusiasmo dando um tom cômico à conversa que tem com Bond em sua casa em Tóquio. Depois de ter sua perna mecânica checada para confirmação de identidade, ele explica a Bond que apesar de viver há muitos anos no Japão – desde o fim da Segunda Guerra Mundial – ainda não incorporou totalmente a cultura do lugar por querer ainda manter algum estilo ocidental.

## Filme
A participação de Nikko é pequena. Um contato americano entre Bond e Tiger Tanaka, o chefe do Serviço Secreto Japonês, ele recebe 007 em sua casa, levado pela agente Aki, mas no meio da conversa ele pára subitamente de falar e se mantém estático. Bond então descobre que ele foi assassinado com uma facada nas costas dada por trás da parede de tela da casa japonesa de Nikko.